# 程實
程實（1527年—？），字時彰，號西麓，福建建寧府甌寧縣人，軍籍，明朝政治人物。

## 生平
嘉靖三十一年（1552年）壬子科福建鄉試第七十八名舉人。嘉靖四十四年（1565年）中式乙丑科三甲第九十五名進士。工部观政，本年六月授秀水知县，隆慶二年（1568年）六月升大名府通判，致仕。

## 家族
曾祖程賜；祖父程衒，義官；父程周，典膳。母楊氏。兄程寅（庠生）。